# Philippe Garrel
Philippe Garrel, född 6 april 1948 i Boulogne-Billancourt, är en fransk filmregissör. Han har gjort flera undergroundfilmer med sångerskan Nico. 
Philippe Garrel är son till skådespelaren Maurice Garrel. Han är far till skådespelarna Esther och Louis Garrel.

## Filmografi (urval)
- 1972 – Det inre ärret (La Cicatrice intérieure)
- 1972 – Athanor (kortfilm; manus)
- 1991 – J'entends plus la guitare
- 2005 – Les Amants réguliers
- 2011 – Un été brûlant